# Hydrographie (Österreich)
Unter Hydrographie versteht man in Österreich einen Teilbereich der Hydrologie. Die Aufgabenfelder decken sich nicht in Gänze mit der Bedeutung der Hydrographie in Deutschland (bzw. mit der hydrography international), daher wird in diesem Artikel auf die österreichische Sichtweise eingegangen:

„Mit Hydrographie (geographische Gewässerkunde) bezeichnet man die Lehre von Erscheinungsformen, Eigenschaften, Vorkommen, Verbreitung und Haushalt des Wassers über, auf und unter der Erdoberfläche. Die Hydrographie ist ein Teil der Geographie sowie der Geophysik. Ihre Zweige sind die Gewässerkunde (Limnologie) mit ihrem Teilgebiet Flusskunde (Potamologie), die Quellen- und Grundwasserkunde (Hydrogeologie), die Ozeanographie (Meereskunde) und die Lehre von der Geschiebebewegung und Geröllverfrachterung in Flüssen und an Küsten. Das Wasser der offenen Meere behandelt die Meereskunde (Ozeanographie), die der Gletscher die Gletscherkunde (Glaziologie). Diese Beschreibung deckt sich weitgehend mit derjenigen der Hydrologie.“

## ÖNORM-Definition
Die Hydrographie ist jener Teil der Hydrologie, der sich mit der quantitativen Erfassung und Beschreibung des Wasserkreislaufes auf, unter und über der Erdoberfläche und mit der Behandlung der damit zusammenhängenden Fragen beschäftigt. (Ergänzende ÖNORM B 2400 zur ÖNORM EN ISO 772)
Diese wohl in Österreich und in der Schweiz bekannte Definition ist in Deutschland unüblich und trifft auch nicht die Bedeutung des englischen Wortes Hydrography.

## Aufgaben der Hydrographie in Österreich (am Beispiel des Hydrographischen Dienstes in Kärnten)

Vollautomatische Niederschlagsregistrierungsstation

Der Aufgabenbereich der Hydrographie in Kärnten umfasst die flächendeckende Erhebung des Wasserkreislaufes durch Beobachtung und Erfassung der Niederschlagsmenge, der Luft- und Wassertemperatur, der Verdunstung, der Grund-, Fließgewässer- und Seewasserstände sowie der Zu- und Abflüsse.
Diese Beobachtungen und Messungen ermöglichen die Erfassung der Wasserressourcen, zeigen Veränderungen im Wasserhaushalt auf und dienen in weiterer Folge zur Lösung unterschiedlichster wasserwirtschaftlicher Aufgaben und Problemstellungen.
Kernaufgaben des Hydrographischen Dienstes in Kärnten:
- Messnetzaufbau, Wartung und Optimierung
- Messdienst und Datenerfassung (analoge und digitale Aufzeichnungen)
- Datenübertragung (Fernübertragungsnetz), Aufbereitung und Auswertung
- Datenverwaltung und Hydrologisches Datenservice
- Hydrographische/hydrologische Auswertungen, Analysen und Studien
- Hydrographische Überprüfung von wasserbaulichen und wasserwirtschaftlichen Projekten
- Hochwasserwarndienst (Katastrophenfall)
- Sachverständigentätigkeit im Behördenverfahren
- Hydrologische Gutachten